# Jackson's Gap
Jackson's Gap és una població del Comtat de Tallapoosa a l'estat d'Alabama (Estats Units d'Amèrica). Segons el cens del 2000 tenia 761 habitants.

## Demografia
Segons el cens del 2000, Jacksons' Gap tenia 761 habitants, 294 habitatges, i 206 famílies. La densitat de població era de 34,9 habitants/km².
Dels 294 habitatges en un 32,7% hi vivien nens de menys de 18 anys, en un 51,7% hi vivien parelles casades, en un 13,6% dones solteres, i en un 29,9% no eren unitats familiars. En el 25,9% dels habitatges hi vivien persones soles el 8,5% de les quals corresponia a persones de 65 anys o més que vivien soles. El nombre mitjà de persones vivint en cada habitatge era de 2,59 i el nombre mitjà de persones que vivien en cada família era de 3,12.
Per edats la població es repartia de la següent manera: un 27,5% tenia menys de 18 anys, un 7,5% entre 18 i 24, un 29,4% entre 25 i 44, un 23,5% de 45 a 60 i un 12,1% 65 anys o més.
L'edat mediana era de 36 anys. Per cada 100 dones hi havia 101,3 homes. Per cada 100 dones de 18 o més anys hi havia 92,3 homes.
La renda mediana per habitatge era de 23.026 $ i la renda mediana per família de 28.333 $. Els homes tenien una renda mediana de 23.676 $ mentre que les dones 18.182 $. La renda per capita de la població era de 14.710 $. Aproximadament el 15,9% de les famílies i el 25,6% de la població estaven per davall del llindar de pobresa.

## Poblacions properes
El següent diagrama mostra les poblacions més properes.